# 東京学芸大学の人物一覧
東京学芸大学の人物一覧は東京学芸大学に関係する人物の一覧記事。

## 著名な教職員
- 大石学 - 日本近世史、時代考証学会会長。NHK大河ドラマ等の時代考証を担当
- 大野徹也 - 声楽家、オペラ歌手 (テノール)、ワーグナー作品やヴェルディの「オテロ」のような重厚な役柄を得意とするドラマティック・テノール
- 金田潮兒 - 作曲
- 佐藤信 - 表現コミュニケーション、演劇、劇団黒テント主宰
- 高橋智 - 名誉教授・日本大学文理学部教育学科教授。特別支援教育・特別ニーズ教育。日本特別ニーズ教育学会代表理事。放送大学客員教授。
- 古川和 - 監事、独立行政法人国立青少年教育振興機構理事長、ティーチングキッズ代表[1]
- 田村毅 - 精神医学、家族療法
- 水島宏一 - 運動学、ソウルオリンピック銅メダリスト（体操男子団体）
- 山内雅弘 - 作曲

## OB・OG

### 政界
- 藤丸敏 - 元内閣府大臣政務官、元防衛大臣政務官
- 吉川博 - 元参議院農林水産委員長、元十四山村長、東京第三師範卒
- 栗山長次郎 - 元衆議院議員、元毎日新聞社ニューヨーク支局長、青山師範卒
- 鈴木隆 - 元衆議院議員、元鈴木商会社長、東京府師範卒
- 米山文子 - 元衆議院議員
- 長谷川正三 - 元衆議院議員、元東京都教職員組合委員長、豊島師範卒
- 粕谷照美 - 元参議院議員、元日本教職員組合中央執行委員、東京府女子師範卒
- 木内キヤウ - 元参議院議員、日本初の女性小学校校長、東京府女子師範卒
- 原島宏治 - 元参議院議員、公明党初代中央執行委員長、創価学会第3代理事長、青山師範卒
- 辻武寿 - 元参議院議員、元公明党委員長、創価学会副会長
- 奥山則男 - 元東京都議会議長、元全国都道府県議会議長会会長
- 大沢幸夫 - 元日高市長、元埼玉県立川越高等学校校長
- 山崎真秀 - 元国分寺市長、元静岡大学教授
- 松本眞 - 尼崎市長、元尼崎市教育長、元文部科学省DX推進室室長補佐
- 赤木幸仁 - 長崎県議会議員
- 區諾軒 - 元香港立法会議員、香港城市大学兼任講師
- 李復興 - 元立法院立法委員、元台湾肥料公司会長、元中華民国水泳協会理事長

### 行政
- 出口保行 - 元法務省法務総合研究所研究部室長研究官、東京未来大学教授
- 長尾彰 - 元復興庁政策調査官、楽天大学学長、組織開発ファシリテーター
- 槇原耕太郎 - 元国税庁徴収部長、元国税庁広島国税局長、全国法人会総連合特別参与事務局長
- 髙橋渡 - 元千葉県副知事、元いすみ鉄道社長
- 鈴木知幸 - 元駒沢オリンピック公園総合運動場副所長、順天堂大学客員教授
- 半澤嘉博 - 元東京都教育庁特別支援学校教育担当課長、東京家政大学教授
- 矢島稔 - 元多摩動物公園園長、元東京動物園協会理事長、ぐんま昆虫の森園長、日本ホタルの会名誉会長

### 財界
- 飯島藤十郎 - 山崎製パン創業者・初代社長
- 飯島一郎 - 元山崎製パン社長、元ヤマザキナビスコ社長
- 大張髙己 - 新日本プロレスリング社長、ブシロード執行役員
- 張麗玲 - 大富社長、映像プロデューサー、元女優
- 吉田浩一郎 - クラウドワークス創業者・社長兼CEO、新経済連盟理事
- ⽊村美代⼦ - 株式会社キングジム代表取締役社長 社長執行役員 兼 CEO

### 研究者・学者
国公立大学、公的研究機関
- 新井映子 - 静岡県立大学名誉教授、家政学
- アンドリュー・T・椿 - カンザス大学名誉教授、演劇学
- 石井正己 - 東京学芸大学教授、一橋大学連携教授、元遠野市立博物館・図書館長、説話論
- 和泉清司 - 高崎経済大学名誉教授、日本近世史
- 磯部彰 - 東北大学名誉教授、中国文学
- 猪股ときわ - 東京都立大学教授、国文学
- 漁田俊子 - 静岡県立大学名誉教授、心理学
- 海津一朗 - 和歌山大学教授、日本中世史
- 似田貝香門 - 東京大学名誉教授・元副学長、社会学、研究費問題により副学長を辞職
- 大石学 - 東京学芸大学名誉教授、NHK大河ドラマ時代考証担当、日本近世史
- 大熊徹 - 東京学芸大学名誉教授、元市川市教育委員長、教育学
- 大島登志彦 - 高崎経済大学名誉教授、上毛電鉄友の会会長、地理学
- 大名力 - 名古屋大学教授、英語学
- 岡田恵美子 - 東京外国語大学名誉教授、日本エッセイスト・クラブ賞
- 貝塚茂樹 - 国立教育政策研究所主任研究官、日本弘道会参与、教育史
- 縣秀彦 - 国立天文台准教授、天文情報センター
- 金澤貴之 - 群馬大学教授、教育学
- 河井芳文 - 東京学芸大学教授、教育心理学
- 金富子 - 東京外国語大学教授、社会学
- 栗原秀幸 - 福島大学教授、教育学
- 小池淳一 - 国立歴史民俗博物館教授、民俗学
- 小泉武栄 - 東京学芸大学名誉教授、地理学
- 小林志郎 - 東京学芸大学名誉教授・元副学長、有明教育芸術短期大学名誉学長、演劇学
- 佐々木正人 - 東京大学名誉教授、身体認知情報論
- 佐藤尚子 - 広島大学名誉教授、元アジア教育学会会長
- 霜田浩信 - 群馬大学教授、教育学
- 末本誠 - 神戸大学名誉教授、教育学
- 鈴木日出男 - 東京大学名誉教授、角川源義賞、国文学
- 関村オリエ - 群馬県立女子大学准教授、地理学
- 瀬戸口浩彰 - 京都大学教授、植物学
- 千賀愛 - 北海道教育大学准教授、教育学
- 高橋信雄 - 愛媛大学名誉教授、教育学
- 高鷲忠美 - 東京学芸大学教授、図書館情報学
- 滝川洋二 - 東京大学客員教授、ガリレオ工房理事長、科学教育
- 武井弘一 - 琉球大学教授、河合隼雄学芸賞、日本近世史
- 武田修一 - 静岡県立大学教授、言語学、意味論
- 塚田穂高 - 上越教育大学准教授、宗教社会学
- 投野由紀夫 - 東京外国語大学教授、言語学
- 根岸雅史 - 東京外国語大学教授、英語教育学
- 野村玄 - 大阪大学准教授、日本近世史
- 福島脩美 - 東京学芸大学名誉教授、臨床心理学
- 福富護 - 東京学芸大学名誉教授、心理学
- 藤江康彦 - 東京大学教授、教育方法学、教育心理学
- 宮腰賢 - 東京学芸大学名誉教授、国語教育学
- 古田悦造 - 東京学芸大学教授、地理学
- 堀田龍也 - 東北大学教授兼東京学芸大学教授、日本教育工学会会長、国立教育政策研究所フェロー、文部科学省参与、中央教育審議会委員、教育工学・情報教育
- 松本良夫 - 東京学芸大学名誉教授、教育社会学
- 森住衛 - 大阪大学名誉教授、日本言語政策学会会長、英語教育学
- 門田和雄 - 宮城教育大学教授、日本機械学会教育賞、技術科教育
- 守田貴弘 - 京都大学教授、言語学
- 山口幸男 - 群馬大学名誉教授、日本地理教育学会副会長
- 山田卓三 - 兵庫教育大学・名古屋芸術大学名誉教授、植物学
- 吉田秀文 - 群馬大学教授、音楽家
- 渡邊洋子 - 新潟大学教授、教育学
- 綿抜邦彦 - 東京大学名誉教授、元日本温泉科学会会長、地球化学

私立大学等
- 池田賢市 - 中央大学教授、教育学
- 池俊介 - 早稲田大学教授、地理学
- 石黒広昭 - 立教大学教授、教育学
- 上淵寿 - 早稲田大学教授、心理学
- 犬井正 - 元獨協大学学長、元日本地理教育学会会長、地理学
- 井上芳保 - 札幌学院大学教授、社会学
- 今井壮一 - 日本獣医畜産大学教授、日本獣医寄生虫学会会長、日本原生動物学会会長
- 岩城完之 - 関東学院大学教授、社会学
- 岩崎テル子 - 目白大学教授、作業療法研究者
- 宇佐美毅 - 中央大学教授、日本文学
- 薄葉季路 - 早稲田大学教授、日本数学会賞建部賢弘賞、数学
- 大石幸二 - 立教大学副総長、臨床心理士
- 大泉義一 - 早稲田大学教授、教育学
- 太田素子 - 和光大学名誉教授、角川財団学芸賞
- 岡本敏雄 - 京都情報大学院大学教授、元日本情報科教育学会会長、教育工学
- 尾木和英 - 東京女子体育大学名誉教授、教育学
- 河東田博 - 立教大学教授、社会福祉学
- 川浦康至 - 東京経済大学名誉教授、電気通信普及財団賞、社会心理学
- 川本勝 - 駒澤大学名誉教授、社会学
- 倉田実 - 大妻女子大学教授、紫式部学術賞、国文学
- 越川芳明 - 明治大学副学長、BABEL国際翻訳大賞、アメリカ文学、映画評論家
- 小久保崇明 - 日本大学名誉教授、国文学
- 今野敏彦 - 東海大学教授、社会学
- 左巻健男 - 法政大学教授、理科の探検編集長、理科教育
- 小林宏己 - 早稲田大学教授、教育学
- 佐藤寛之 - 早稲田大学教授、教育学
- 高村是州 - 文化学園大学教授、ファッションイラストレーター、服飾研究家
- 高柳長直 - 東京農業大学教授、地理学
- 竹内淳彦 - 日本工業大学名誉教授、地理学
- 田島正行 - 明治大学教授、ドイツ文学
- 田中健吾 - 大阪経済大学教授、心理学
- 柄田毅 - 文京学院大学教授、障害学
- 土屋敬広 - 北里大学准教授、化学
- 豊田秀樹 - 早稲田大学教授、心理学
- 中村敦雄 - 明治学院大学教授、言語学
- 中村輝子 - 日本女子大学名誉教授
- 奈須正裕 - 上智大学教授、教育学
- 夏目琢史 - 国士舘大学准教授、おんな城主 直虎資料提供者、日本近世史
- 西亮太 - 中央大学准教授、英文学
- 西山利佳 - 青山学院大学准教授、児童文学
- 野口武徳 - 成城大学教授、文化人類学
- 橋本栄莉 - 立教大学准教授、澁澤賞、文化人類学
- 林幸範 - 池坊短期大学教授、教育評論家
- 原芳生 - 立正大学教授、地理学
- 藤本勝義 - 青山学院女子短期大学教授、国文学
- 彭丹 - 建長寺研究員、比較文化学
- 松永あけみ - 明治学院大学教授、教育心理学
- 松木正恵 - 早稲田大学教授、日本語学
- 丸山忠孝 - 元東京基督教大学学長、神学
- 村越貴代美 - 慶應義塾大学教授、中国文学
- 村山公保 - 倉敷芸術科学大学教授、インターネットアーキテクチャ
- 目代邦康 - 東北学院大学准教授、地理学
- 森田裕介 - 早稲田大学教授、学校法人早稲田大阪学園顧問、教育工学
- 町田健一 - 元国際基督教大学教授、元北陸学院大学学長、教育学
- 矢嶋泉 - 青山学院大学教授、上代文学
- 山本信良 - 立正大学名誉教授、教育学
- 渡部光 - 専修大学教授、教育学

### 教育
- 石川千尋 - 元東京都立芝商業高等学校校長、元全国商業高等学校長協会理事長
- 石坂康倫 - 元東京都立日比谷高等学校校長、元東京都立大学附属高等学校校長
- 江川多喜雄 - 自然科学教育研究会代表
- 江橋照雄 - 元全国幼稚園長会会長、江橋摩美の父
- 大南英明 - 元帝京大学小学校校長、帝京大学教授
- 香川幹一 - 元神奈川県立湘南高等学校校長事務取扱
- 金沢嘉市 - 元世田谷区立祖師谷小学校校長、元世田谷区立代沢小学校校長
- 見城慶和 - 夜間中学教師、吉川英治文化賞
- 栗原卯田子 - 元東京都立小石川中等教育学校校長、元成城中学校・高等学校校長
- 黒田弘行 - 小学校理科教師、日本科学読物賞
- 小池喜孝 - 元東京都教育労働組合執行委員、元北海道歴史教育者協議会副会長
- 小山道夫 - ヴェトナムの子どもの家創設者、世界で活躍し『日本』を発信する日本人選出
- 小島宏 - 元東京都立多摩教育研究所所長、元台東区立根岸小学校校長
- 中山理 - 元慶應義塾幼稚舎教諭
- 中上史行 - 元勝本町立勝本小学校校長
- 錦昭江 - 鎌倉女学院中学校・高等学校校長
- 沼田晶弘 - 東京学芸大学附属世田谷小学校教諭、マンシー市名誉市民
- 能重真作 - 非行克服支援センター理事長、「非行」と向き合う親たちの会代表
- 葉一 - 教育系YouTuber
- 芳賀善次郎 - 元新宿区立戸塚第一小学校校長
- 堀内一男 - 元中央区立銀座中学校校長、跡見学園女子大学教授
- 三木弘 - 大阪府教育委員会文化財保護課主査、羽衣国際大学非常勤講師
- 宮下久夫 - 国語教師
- 向山洋一 - TOSS代表、モンスターペアレント、学級崩壊などの造語
- 目賀田八郎 - 元杉並区立高井戸小学校校長、元東宮侍従
- 米村でんじろう - サイエンス・プロデューサー、科学技術庁長官賞

### 文学
- 碧野圭 - 作家
- 朝倉宏景 - 作家、島清恋愛文学賞
- ありさか邦 - 漫画家
- 池田太郎 - 脚本家
- 井手雅人 - 脚本家
- 糸緒思惟 - ライトノベル作家
- 遠藤遼 - ライトノベル作家
- 丘修三 - 児童文学作家、元日本児童文学者協会理事長、小学館文学賞、新美南吉文学賞
- 岡本喬 - 詩人
- 落合聡三郎 - 児童劇作家、小学館児童文化賞
- オチルフー・ジャルガルサイハン - 翻訳家
- 小田尚稔 - 劇作家
- かがくいひろし - 絵本作家
- 川口有美子 - ノンフィクション作家、大宅壮一ノンフィクション賞
- 喜多川泰 - 作家
- 銀林みのる - 作家
- 皿海達哉 - 児童文学作家、元ふくやま文学館館長
- 篠綾子 - 作家、歴史時代作家クラブシリーズ賞
- 篠田節子 - 作家、直木賞、山本周五郎賞、吉川英治文学賞
- 下村昇 - 児童文学家
- 須藤真澄 - 漫画家
- 竹下文子 - 児童文学作家、日本絵本賞、路傍の石幼少年文学賞
- 竹長吉正 - 児童文学作家、埼玉大学名誉教授
- 千葉聡 - 歌人、短歌研究新人賞
- 冨田博之 - 児童演劇作家、元白百合女子大学教授、元日本児童文学学会会長、紫綬褒章
- 日野多香子 - 児童文学作家、日本児童文学者協会新人賞
- 日比茂樹 - 児童文学作家、小学館文学賞、新美南吉児童文学賞
- 福山庸治 - 漫画家、文化庁メディア芸術祭マンガ部門大賞
- ほしおさなえ - 小説家、詩人
- 末永統 - 詩人
- 桝田道也 - 漫画家
- 松井由利夫 - 作詞家
- みずしな孝之 - 漫画家
- 長尾誠夫 - 作家
- 中原道夫 - 詩人、元日本詩歌句協会副会長、埼玉文学賞
- 中村雨紅 - 詩人・童謡作家
- 沼田健 - 漫画家
- 南洋一郎 - 作家
- 納都花丸 - 漫画家
- 花形みつる - 児童文学作家、日本児童文学者協会賞、野間児童文芸賞
- 本間ちひろ - 児童文学作家、画家、日本児童文学者協会理事、日本児童文学者協会新人賞
- 本庄陸男 - 作家
- 三浦順子 - 翻訳家
- 宮中雲子 - 詩人、児童文学作家、日本童謡協会副会長、日本童謡賞
- 村上暢 - 作家
- 矢野利裕 - ライター、評論家
- 堀内純子 - 児童文学作家
- 三輪裕子 - 児童文学作家、野間児童文芸賞
- 村上晴彦 - 劇作家
- 高木あきこ - 児童文学作家、新美南吉児童文学賞
- 江口百合子 - 絵本作家、日本語講師
- 母袋夏生 - 翻訳家、産経児童出版文化賞
- 柳内達雄 - 児童文化評論家、産経児童出版文化賞
- やまだ有見 - シナリオライター
- 若林牧春 - 歌人、詩人
- 渡辺茂 - 作曲家
- 渡辺南都子 - 児童文学翻訳家

### 芸術
- 青木佳乃 - 作曲家、ユニークノート取締役
- 青山浩之 - 書家、横浜国立大学教授、毎日書道展毎日賞
- 相川鐵崖 - 書家、東京学芸大学名誉教授
- あさのりじ - 漫画家、イラストレーター
- 安倍圭子 - マリンバ奏者、桐朋学園大学名誉教授
- 石飛博光 - 書家、毎日書道会理事、毎日芸術賞
- 石田卓也 - 粘土アニメーター
- 伊藤祐二 - 作曲家
- 稲森安太己 - 作曲家
- 犬塚勉 - 画家
- 井上郷子 - ピアニスト、国立音楽大学教授、佐治敬三賞
- 井上有一 - 書家、元寒川町立旭小学校校長
- 江口大象 - 書家
- 大浦智弘 - 指揮者
- 大坂弘道 - 木工芸家、人間国宝、紫綬褒章
- 尾形敏幸 - 作曲家、文化庁舞台芸術創作奨励特別賞
- 尾澤勇 - 工芸家、秋田公立美術大学教授
- 押井守 - 映画監督、東京大学特任教授、ウィンザー・マッケイ賞
- 小野貴史 - 作曲家、信州大学准教授
- 柿沼康二 - 書家
- 笠井正博 - 版画家
- 柏木葉二 - 作曲家
- 金子修介 - 映画監督、ブルーリボン賞監督賞
- 上国料勇 - ゲームクリエイター
- 河野圭 - 音楽プロデューサー、作曲家、編曲家
- 木川貴幸 - ピアニスト
- きたのじゅんこ - イラストレーター、サンリオ美術賞
- 木下正道 - 作曲家
- 楠元香代子 - 彫刻家、崇城大学名誉教授、鹿児島市立美術館館長
- 久保禎 - 作曲家、鹿児島国際大学教授、九州・沖縄作曲家協会理事
- 佐藤真生 - 画家
- 澤村翔子 - 声楽家、オペラ歌手（メゾソプラノ）、東京二期会
- 篠原昭登 - 画家
- 嶋津武仁 - 作曲家、福島大学教授
- 下福力 - ピアニスト、鹿児島大学名誉教授
- 菅生千穂 - クラリネット奏者、群馬大学准教授
- 須藤満 - ミュージシャン、ベーシスト
- 角岳史 - 指揮者、演出家
- 砂本典子 - 作曲家、ピアニスト、音楽監督
- 高杉學 - 画家、美術教育者
- 高橋和枝 - 絵本作家、イラストレーター
- 田久保裕一 - 指揮者
- 田中薫 - デザイン・書物評論家、宮崎公立大学教授
- 田中展子 - 声楽家
- 田中達也 - 作曲家
- 土橋靖子 - 書家、日展監事、日本芸術院賞、日展内閣総理大臣賞
- 苫米地英一 - 指揮者
- 東宮たくみ - 書家
- 福田ひかり - ピアニスト
- 柳樂光隆 - 音楽評論家
- 永山智行 - 演出家、劇作家
- 福井昭雄 - 画家、文教大学教授
- 平野祐香里 - 作詞家
- 本間一咲 - 作詞家
- 前田亜紀 - テレビディレクター
- 前田勝則 - ピアニスト
- 牧野守英 - トロンボーン奏者
- 松井孝夫 - 作曲家
- 松宮貴之 -  書家
- 鞠安日出子 - 聖像画家
- みずしな孝之 - 漫画家
- 箕田源二郎 - 画家、絵本作家
- 村上保 - 彫刻家
- 村松玲子 - 合唱指揮者
- 本岩孝之 - 声楽家
- 森彰彦 - 作曲家
- 矢萩喜従郎 - デザイナー、建築家、写真家
- 山形明朗 - ピアニスト
- 山中成高 - サックス奏者
- 山本尚志 - 書家
- 湯川尚文 - 画家
- 燿 - ミュージシャン(摩天楼オペラ)、ベーシスト
- 吉嶺史晴 - リコーダー奏者、シンガーソングライター
- 渡辺隆次 - 画家
- ヲノサトル - 作曲家、ミュージシャン、多摩美術大学教授

### 芸能
- 浜崎貴司 - ミュージシャン、元FLYING KIDSボーカル
- 矢部太郎 - お笑い芸人（カラテカ）。除籍。気象予報士の資格を持つ。
- 賀屋壮也 - お笑い芸人（かが屋）。
- 海老谷浩 - コメディアン
- 桂小すみ - 音曲師、花形演芸大賞
- 優木まおみ - タレント
- 今藤洋子 - 女優
- 草野イニ - 俳優
- 佐藤直子 - 女優
- 向殿あさみ - 女優
- 吉田智則 - 俳優
- 赤﨑千夏 - 声優
- 洲崎綾 - 声優
- 平良亜弓 - 声優
- 宮部昭夫 - 声優、俳優
- 田中里奈 - 青文字系女性ファッション誌読者モデル
- 山﨑すがら - タレント、映像作家、俳優、シンガーソングライター
- 藤原亜紀乃 - タレント
- タカタ先生 - お笑いタレント

### スポーツ
- 井上仁 - バレーボール選手
- 小野翔平 - バレーボール選手
- 小野遥輝 - バレーボール選手
- 須貝祐介 - バレーボール選手
- 竹元裕太郎 - バレーボール選手
- 下井真介 - ラグビーレフリー、杉並区ラグビーフットボール協会副会長
- 栗山英樹 - スポーツキャスター、元プロ野球選手（ヤクルトスワローズ）、北海道日本ハムファイターズ監督、野球日本代表監督
- 加藤武治 - 元プロ野球選手（横浜ベイスターズ→北海道日本ハムファイターズ）
- 佐々木ちえ - 柔道選手
- 宮之原健 - プロ野球選手（独立リーグ・福島ホープス→埼玉武蔵ヒートベアーズ）
- 杉森美保（現姓：佐藤） - 陸上競技選手　京セラ→ナチュリル 女子800m日本記録保持者　アテネオリンピック (2004年)代表
- 西村美樹 - 陸上競技選手　女子800m前日本記録保持者　※在学中に日本記録を更新
- 卜部蘭 - 陸上競技選手 日本陸上選手権女子800m、女子1500m優勝者
- 中野真実 - 陸上競技選手
- 福長正彦 - 陸上競技選手
- 森本朱美 - 自転車競技選手　シドニーオリンピック代表
- 狩野美雪 - バレーボール選手　久光製薬スプリングス　北京オリンピック代表
- 濱野礼奈 - バレーボール選手、新潟医療福祉大学講師
- 楠原千秋 - ビーチバレー選手 湘南ベルマーレ　アテネオリンピック (2004年)・北京オリンピック代表
- 水島宏一 - 元体操競技選手　ソウルオリンピック銅メダリスト　現在は健康・スポーツ学科助教授
- 星島一太 - 日本フライ級プロボクサー　石川ジム所属　精神保健福祉士
- 谷口令子 - ラグビー選手 ARUKAS QUEEN KUMAGAYA 7人制女子日本代表
- 小出深冬 - ラグビー選手
- 末結希 - ラグビー選手 ARUKAS QUEEN KUMAGAYA 15人制女子日本代表 7人制女子日本代表
- 松江美季 - アイススレッジスピードレース選手、毎日スポーツ人賞感動賞
- 水島沙紀 - バスケットボール選手　トヨタ自動車アンテロープス
- 陸田美沙子 - バスケットボール選手
- 角田夏実 - 柔道選手　SBC湘南美容クリニック所属　パリオリンピック（2024年）女子48kg級金メダリスト
- 伊澤星花 - 総合格闘家　第4代DEEP JEWELSストロー級王者

#### サッカー
- 大杉謹一 - サッカー選手
- 太田圭祐 - サッカー選手、ロート・ヴァイス・アーレン
- 大竹陸 - 元サッカー選手
- 神田文之 - 元サッカー選手
- 久保優斗 - 元サッカー選手
- 小杉光正 - 元サッカー選手
- 柴田峡 - 元サッカー選手・サッカー指導者、松本山雅FCコーチ
- 瀬田貴仁 - 元サッカー選手
- 服部順一 - 元サッカー選手、FC岐阜ゼネラルマネージャー
- 福井哲 - サッカー指導者
- 藤倉寛 - 元サッカー選手
- 武藤崇志 - 元サッカー選手
- 森本悠馬 - 元サッカー選手
- 山崎直之 - 元サッカー選手
- 浮氣哲郎 - 元プロサッカー選手・サッカー指導者、カターレ富山監督
- 堀之内聖 - 元プロサッカー選手、モンテディオ山形 2001年ユニバーシアード代表
- 岩政大樹 - 元プロサッカー選手、東京ユナイテッドFC 2003年ユニバーシアード代表主将、金メダリスト
- 保坂一成 - プロサッカー選手、東京ユナイテッドFC
- 金澤大将 - 元プロサッカー選手、SC相模原
- 高橋秀人 - プロサッカー選手、サガン鳥栖 2009年ユニバーシアード代表主将、銅メダリスト
- 津田和樹 - プロサッカー選手、FC町田ゼルビア
- 安藝正俊 - サッカー選手、VONDS市原
- 茶島雄介 - サッカー選手、サンフレッチェ広島
- 廣木雄磨 - サッカー選手、ファジアーノ岡山
- 松浦淳 - 元プロサッカー選手、水戸ホーリーホック
- 長谷川雅 - サッカー審判員
- 山内宏志 - サッカー審判員、2018 FIFAワールドカップ副審、現国際審判員(副審)
- 坊薗真琴 - サッカー審判員、2019 FIFA女子ワールドカップ副審、現国際審判員(副審)
- 飯田淳平 - サッカー審判員、現国際審判員(主審)
- 山下良美 - サッカー審判員、2019 FIFA女子ワールドカップ主審、現国際審判員(主審)

### マスコミ
- 井口保子 - ラジオ日本アナウンサー
- 板谷栄司 - フジテレビチーフプロデューサー
- 大財英寿 - メ～テレアナウンサー
- 小川明雄 - 元-・朝日新聞社論説委員
- 唐澤恋花 - RCCアナウンサー
- 河合麗子 - 元・くまもと県民テレビアナウンサー
- 椿貞良 - 元・テレビ朝日取締役報道局長
- 本野大輔 - よみうりテレビアナウンサー
- 田崎日加理 - 元・九州朝日放送アナウンサー
- 野原梨沙 - NHKアナウンサー
- 吉崎典子 - フリーアナウンサー、元フジテレビアナウンサー
- 矢内雄一郎 - テレビ東京アナウンサー
- 小俣雅子 - 元・文化放送アナウンサー、現在フリー、東京学芸大学客員教授
- 熊本恭子 - 元・東日本放送アナウンサー、現在フリー
- 柳本雪絵 - 元・秋田放送アナウンサー、現在フリー
- 道蔦岳史 - クイズ作家、放送作家、クイズ$ミリオネアなどの制作に参加
- 小山一英 - 元・テレビ山口アナウンサー、現在テレビ西日本記者
- 有田早紀 - フリーアナウンサー、元NHK名古屋放送局の契約キャスター
- 秋田奈津子 - フリーアナウンサー
- 沢昭子 - フリーアナウンサー、ナレーター
- 武藤友樹 - NHKアナウンサー
- 岩崎直子 - 元・TBSアナウンサー
- 清文枝 - 元・北海道テレビ放送アナウンサー
- 松井督治 - 元・大分放送アナウンサー、現・大分県国東市長
- 鈴木亜希子 - 元北海道文化放送アナウンサー
- 原大悟 - フリーアナウンサー、元お笑い芸人
- 山中翔太 - NHKアナウンサー
- 横井克裕 - 元・フジテレビアナウンサー
- 堀江ゆかり - 元・茨城放送アナウンサー
- 枡田史子 - 元・山陰中央テレビジョン放送アナウンサー
- 杉澤眞優 - RSK山陽放送アナウンサー
- 迎康子 - 元・NHKシニアアナウンサー
- 藤田琢己 - テレビ・ラジオパーソナリティー、ディスクジョッキー、司会者
- 三木哲男 - 中央公論新社学芸局長、元・婦人公論編集長
- 山中翔太 - NHKアナウンサー
- 柳川明子 - 北日本放送アナウンサー
- 森洸 - 元・サガテレビアナウンサー
- 興梠裕子 - 元・テレビ宮崎アナウンサー

### その他
- 伊藤滋 - 書道学者
- 出雲晶子 - 天文民俗学研究家、プラネタリウム解説員
- 井上広法 - 僧侶
- 岡田真奈美 - ロハスナビゲーター、環境ナビゲーター、気象キャスター
- 北村淳 - 軍事コンサルタント
- 坂根義久 - 歴史学者
- 西尾和美 - サイコセラピスト、人間総合科学大学客員教授
- サランゴワ - 文化人類学者
- 鈴木文彦 - 交通ジャーナリスト、日本バス友の会企画部長
- 市岡元気 - サイエンス・プロデューサー、サイエンス・アクター、YouTuber
- 平井信行 - 気象予報士、ウイング常務気象情報部長
- 福田崇 - 宣教師、日本ウィクリフ聖書翻訳協会総主事
- 藤田進 - 北朝鮮による拉致被害者
- 松本桂樹 - 臨床心理士
- 三井理峯 - 政治運動家
- 岸由一郎 - 交通史研究家、鉄道博物館学芸員
- 羽下晃生 - レーシングカーエンジニア、フォース・インディアプロジェクトリーダー
- 舞田敏彦 - 教育学者・社会学者
- 草場純 - ボードゲーム研究家、ゲームマーケット創設者
- 関田美智子 - 登山家